# Колективна казна
Колективна казна је казна или санкција која се изриче групи или целој заједници за дела која је наводно починио члан или неки чланови те групе или подручја, што може бити етничка или политичка група, или само породица, пријатељи и комшије починиоца, као и читави градови и заједнице у којима је починилац/оци наводно починио/ли злочин. Пошто су мета појединци који нису одговорни за дела, колективна казна није компатибилна са основним принципом појединачне одговорности. Кажњена група често може имати директну везу са починиоцем или починиоцима осим што живи у истом подручју и не може се претпоставити да врши контролу над поступцима починиоца. Колективна казна је забрањена међународним уговором и у међународним и у немеђународним оружаним сукобима, тачније заједничким чланом 33 Четврте женевске конвенције и Чланом 4 Додатног протокола II.

## Извори права

### Хашке конвенције
Хашке конвенције се често цитирају као смернице у вези са ограничењима и привилегијама права окупатора у вези са локалном (окупираном) имовином. Једно од ограничења коришћења природних ресурса од стране окупатора је забрана колективног кажњавања из Члана 50 којим се штити приватна имовина.

### Женевске конвенције
Према Лекарима без граница:
Међународно право налаже да ниједно заштићено лице не може бити кажњено за дела која није починило. Оно осигурава да је колективно кажњавање групе лица за злочин који је починио појединац забрањено... Ово је једна од основних гаранција утврђених Женевским конвенцијама и њиховим протоколима. Ова гаранција се примењује не само на заштићена лица већ и на све појединце, без обзира на њихов статус или којој категорији лица припадају...

## Преглед

### Колективна одговорност
Модерни правни системи обично ограничавају кривичну одговорност на појединце. Пример за то је забрана „кварења крви“ у клаузули о издаји Устава Сједињених Америчких Држава. Морални филозофи ће обично користити појмове намере или знања да би утврдили индивидуалну моралну одговорност. Ова теорија заснована на агенцији из Кантове етике можда није једини начин за процену одговорности. Рут Гависон је желела да израелски правни систем буде заснован на моралном компасу јеврејског наслеђа:
„Надам се да ће у следећој генерацији, када данашња јеврејска деца буду седела на клупи Врховног суда, знати како да изразе Кантов категорички императив 'јеврејским' језиком Хилела Старијег. Када буду желели да укину колективну казну, надам се да ће моћи да се позову на јеврејску максиму: 'Свако ће за свој грех умрети', а не само на универзалну литературу на ту тему.“

### Одвраћање
Колективна одговорност може бити ефикасна као средство одвраћања, ако ствара подстицај за групу да прати активности других чланова. Када се колективне казне изричу одабраним групама елита, то може створити подстицај за њих да идентификују починиоце, али ефикасност опада са повећањем величине групе и њиховог релативног богатства.
Ричард Познер и други сматрају колективне новчане казне најефикаснијим видом колективног кажњавања за одвраћање од лошег понашања када су довољно скупе и усмерене на оне који су у позицији да идентификују починиоце.

### Породична казна
Историјски гледано, кажњавање чланова породице најчешће се примењивало у контексту политичких злочина. У касној средњовековној Фиренци породичне групе могле су бити колективно кажњене за издају, али не и за друге злочине. Да би се сачувао историјски олакшавајући утицај ломбардског закона на крвне освете, направљен је изузетак којим се признавала колективна одговорност за освете, у ком случају су отац, син и рођаци били одговорни. Током династије Ћин у Кини, издаја је била кажњива оним што је познато као девет породичних истребљења – погубљење целих породица починиоца, као и самих починилаца.
Џереми Бентам, британски филозоф, је писао о окрутности кварења крви:
Сурова фикција адвоката да прикрију неправду конфискације. Невини унук не може наследити од невиног деде, јер су његова права искварена и уништена проласком кроз крв кривог оца. Ова исквареност крви је фантастична идеја; али постоји исквареност превише стварна у разумевању и срцима оних који себе срамоте таквим софизмима.

## Врсте

### Колективне казне
Колективна новчана казна може створити подстицаје за групу да идентификује починиоце тамо где то иначе не би учинили. Ричард Познер и други сматрају колективне новчане казне најефикаснијим видом колективног кажњавања.
Систем спровођења франкплеџа успостављен је до 12. века широм већег дела енглеског краљевства. Кнут Велики је организовао покорене народе Енглеске у „стотине“ и десетине, „унутар стотине и испод јемства“. Научници не знају да ли је јемство времена Кнута Великог било колективна или индивидуална одговорност, или је колективна казна била карактеристика англосаксонског права, пре норманског освајања Енглеске и система франкплеџа из 12. века који је примењивао колективну казну на целу десетину. Винчестерски статут из 13. века (1285) прописао је „целих сто“. ... биће одговорно“ за сваку крађу или пљачку.

### Уништење кућа
Према речима В. Р. Конора, „значај oikos у старој Грчкој, значај који далеко превазилази потребе за физичким склоништем и удобношћу, добро је познат“. Уништење домова је тада „посебно импресивно и испуњено симболичким, као и практичним значењем“.
Пракса катаскафа кућа је потврђена у неколико старогрчких извора. Према Плутарховом извештају о убиству Хесиода (пронађеном у Моралијама), кућа убица је сравњена. Када су Коринћани убили Кипсела, „сравнили су куће тиранина и конфисковали њихову имовину“, према речима Николаја из Дамаска. Извори су недоследни у вези са сравњавањем кућа Алкамеонида. Од многих извора о Килонској завери, само Исократ помиње катаскафе.
У Израелу је од 1967. године дошло до великог броја рушења кућа. Правни аргументи се усредсређују на Члан 119(1) Правилника о ванредном стању одбране, закона о ванредном стању који датира из времена британске окупације под Мандатом за Палестину, којим Израел полаже право на рушење кућа од стране Израелских одбрамбених снага (ИДФ). У случају Аламарин против команданта ИДФ-а у Појасу Газе, Врховни суд Израела је пресудио да се домови Палестинаца који су починили насиље могу срушити према Правилнику о ванредном стању одбране, чак и ако у резиденцији живе други становници који нису повезани са злочином. Контрааргумент против валидности овог правила је двострук: прво, да је требало да буде правилно опозвано до 1967. године као институција бивше колонијалне владавине; друго, да је неспојиво са савременим уговорним обавезама Израела.

### Циљање на жене
Неки научници сматрају силовање немачких жена од стране Црвене армије током руског напредовања у Немачку 1945. године, пред крај Другог светског рата, обликом колективне казне. Жене су такође биле мета колективне казне због колаборације у Вишијевској Француској, где су фотографисане жене које су огољене и парадиране улицама Париза. Проститутка оптужена да је служила Немцима је била шутирана до смрти.
Реагујући на убиство троје израелских тинејџера отетих у близини насеља Алон Швут 2014. године, израелски професор Мордехај Кедар је рекао: „Једина ствар која може да одврати терористе, попут оних који су отели децу и убили их, јесте сазнање да ће им сестра или мајка бити силоване. Звучи веома лоше, али такав је Блиски исток.“
Жене су често мета у кашмирском сукобу „како би се казнила и понизила цела заједница“. Чак ни у добро медијски познатим случајевима попут масовног силовања у Кунан Пошпори, није предузета никаква мера против починилаца.

### Школе и образовање
Колективно кажњавање се често примењује у школским окружењима под маском управљања учионицом или контроле понашања. Уобичајени примери укључују укидање одмора за цео разред због понашања једног ученика, отказивање групних излета након ометања или ускраћивање привилегија док се сви ученици не повинују. Ове праксе имају за циљ да изграде вршњачку одговорност, али критичари тврде да имају негативне последице по ментално здравље и морални развој деце.
За разлику од правних или војних окружења, колективно кажњавање у школама је обично неформално, недокументовано и нема надзор. Истраживачи у области образовања који су упознати са траумама примећују да казнене групне санкције могу повећати огорченост, анксиозност и отуђење ученика, посебно код невиних пролазника. Такве праксе такође поткопавају поверење између ученика и учитеља – чак одвраћајући децу од пријављивања недоличног понашања из страха од групне одмазде.
Деца са инвалидитетом и неуродивергентни ученици су посебно рањиви. Понекад се читаве учионице суочавају са ускраћивањем програма или подршке када потребе појединачног ученика поремете рутину – што резултира кажњавањем по удруживању. Заговорници права на ученике са инвалидитетом ово описују као системску дискриминацију засновану на потребама других за приступом, а не на индивидуалном понашању.
Конвенција Уједињених нација о правима детета забрањује понижавајуће поступање и потврђује право сваког детета да буде третирано као појединац. Образовне организације и организације за права особа са инвалидитетом позвале су на приступе који су у складу са траумама и инклузивни, одбацујући групно кажњавање у корист релационих пракси заснованих на правима.

### Цитирани радови
- „Israeli authorities must end collective punishment of Palestinians in Hebronm protect human rights defenders in the city” (PDF). Amnesty International. 25. 2. 2016. стр. 1—6.
- Bregman, Ahron (2014). Cursed Victory: A History of Israel and the Occupied Territories. Penguin UK. ISBN 978-1-846-14735-7.
- Jamjoum, Lama (2002). „The Effects of Israeli Violations During the Second Uprising "Intifada" on Palestinian Health Conditions”. Social Justice. 29 (3): 53—72. JSTOR 29768136.
- Likhovski, Assaf (2017). Tax Law and Social Norms in Mandatory Palestine and Israel. Cambridge University Press. ISBN 978-1-316-82019-3.
- Playfair, Emma (јесен 1988). „Israel's Security Needs in the West Bank, Real and Contrived”. Arab Studies Quarterly. 10 (4): 406—423. JSTOR 41857980.
- Shahak, Israel (јесен 1974). „Ethos of Conflict of the Palestinian Society”. Journal of Palestine Studies. 4 (1): 181—186. JSTOR 2535945. doi:10.2307/2535945.